# فهرست زمین‌لرزه‌های افغانستان
این فهرستی از زمین‌لرزه‌های افغانستان است.
زلزله‌ به بزرگی ۶٫۳
کشور آسیب‌دیده: ترکمنستان،‏ ایران،‏ ازبکستان، و افغانستان
34 کیلومتری افغانستان · ۲۳ مهر، ۷:۰۶

این زلزله ساعت ۷:۰۵ دقیقه صبح به وقت ایران در مشهد و شهرهای استان‌های خراسان رضوی و جنوبی نیز احساس شده است. به گزارش رسانه‌های ایران این زمین‌لرزه در فاصله ۱۰۸ کیلومتری کاریز و ۱۱۰ کیلومتری تایباد در عمق ۱۰ کیلومتری زمین به وقوع پیوسته و قدرت آن ۶.۵ دهم ریشتر بوده است. 
سازمان جهانی بهداشت اعلام کرده ۱۰۰ نفر به دلیل جراحات در بیمارستان‌ منطقه‌ای تحت درمان هستند. آژانس کودکان سازمان ملل متحد یونیسف نیز گفته که بیش از ۹۰ درصد از کسانی که در زمین لرزه‌های قبلی جان باختند زن و کودک بودند.
به گفته منابع افغانستان در پی وقوع زمین لرزه‌های روزهای گذشته بیش از ۴ هزار نفر جان خود را از دست داده‌اند و بر اساس اعلام مقام‌های رسمی شمار زیادی هم زخمی شده‌اند. 
مرکز لرزه‌نگاری اروپا- مدیترانه اعلام کرده زمین لرزه روز یکشنبه در عمق ۱۰ کیلومتری زمین و در ۳۰ کیولمتری شمال غربی هرات که سومین شهر بزرگ افغانستان است، به وقوع پیوسته.

## موقعیت لرزه‌ای
افغانستان در نزدیکی منطقه جنوبی صفحه اوراسیا است.

## زمین‌لرزه‌ها
| زمان                              | مکان            | عرض جغرافیایی | طول جغرافیایی | شمار کشتگان | شمار آسیب‌دیدگان | بزرگی ریشتر | بزرگی مرکالی | فرانمون  | منبع   |
| --------------------------------- | --------------- | ------------- | ------------- | ----------- | --------------- | ----------- | ------------ | -------- | ------ |
| اکتبر ۲۰۲۳ ۲۷،۲۳،۱۹،۱۵ میزان ۱۴۰۲ | زنده جان (هرات) | 34.610        | 61.924        | حدود ۱۵۰۰   |                 | ۶.۳ Mw      |              |          | [ ۲ ]  |
| ۲۰۲۳-۰۳-۲۱ ۱ حمل ۱۴۰۲             | بدخشان          | 36.523        | 70.979        | ۲۱          | -               | ۶.۵ Mw      |              |          | [ ۳ ]  |
| ۹ـ۶ـ۲۰۲۲ ۱۹ جوزا ۱۴۰۱             | بدخشان          | 36.649        | 70.629        | ۶           |                 | 4.8 Mw      |              |          |        |
| ۲۰۲۲-۰۴-۰۹ ۲۰ حمل۱۴۰۱             | کنر             | 34.662        | 70.701        | ۸           | -               | ۵.۱ Mw      |              |          | [ ۳ ]  |
| ۱ سرطان ۱۴۰۱                      | خوست پکتیکا     | -             | -             | 1۰۳۹        | -               | ۵.۹ Mw      |              |          | [ ۳ ]  |
| ۲۰۲۲-۰۱-۱۷                        | بادغیس          | -             | -             | ۲۸          | -               | ۵.۳ Mw      |              |          | [ ۳ ]  |
| ۲۰۱۸-۱۱-۲۸                        | هندوکش          | -             | -             | ۰           | -               | ۴.۹ Mw      |              |          | [ ۳ ]  |
| ۲۰۱۸-۰۵-۰۹                        | تخار پاکستان    | -             | -             | ۰           | -               | ۶.۲ Mw      |              |          | [ ۳ ]  |
| ۲۰۱۸-۰۱-۳۱                        | هندوکش          | ۳۶٫۵۴         | ۷۰٫۸۲         | ۲           | ۲۲              | 6.1 Mw      | IV           |          |        |
| ۲۰۱۶-۰۴-۱۰                        | اشکاشم          |               |               | ۶           | ۲۸              | 6.6 Mw      | IV           |          |        |
| ۲۰۱۵-۱۰-۲۶                        | هندوکش          | ۳۶٫۵۲         | ۷۰٫۳۷         | ۳۹۹         | ۲٬۵۳۶           | 7.5 Mw      | VII          |          |        |
| ۲۰۱۳-۰۴-۲۴                        | جلال‌آباد        | ۳۴٫۵۳         | ۷۰٫۲۲         | ۱۸          | ۱۳۰             | 5.6 Mw      |              |          | [ ۴ ]  |
| ۲۰۱۲-۰۶-۱۱                        | بغلان‎           | ۳۶٫۰۵         | ۶۹٫۳۰         | ۷۵          | -               | ۵٫۴, ۵٫۷    |              | دوتایی   | [ ۵ ]  |
| ۲۰۱۰-۰۴-۱۸                        | سمنگان          | ۳۵٫۷۱         | ۶۷٫۶۸         | ۱۱          | -               | ۵٫۶         |              |          | [ ۶ ]  |
| ۲۰۰۹-۱۰-۲۲                        | هندوکش          | ۳۶٫۵۲         | ۷۰٫۹۵         | ۵           | -               | ۶٫۲         |              |          | [ ۷ ]  |
| ۲۰۰۹-۰۴-۱۶                        | نزدیک کابل      | ۳۴٫۱۹         | ۷۰٫۰۸         | ۱۹          | ۵۱              | 5.2 Mw      | V            | دوتایی   |        |
| ۲۰۰۵-۱۲-۱۲                        | هندوکش          | ۳۶٫۲۸         | ۷۱٫۱۱         | ۵           | ۱               | 6.5 Mw      | VI           |          |        |
| ۲۰۰۲-۰۳-۲۵                        | هندوکش          | ۳۵٫۹۳         | ۶۹٫۱۹         | ۱٬۰۰۰       | ۲۰۰             | 6.1 Mw      | VII          |          |        |
| ۲۰۰۲-۰۳-۰۳                        | هندوکش          | ۳۶٫۵          | ۷۰٫۴۸         | ۱۶۶         | چندی            | 7.4 Mw      |              |          |        |
| ۱۹۹۸-۰۵-۳۰                        | تخار‎            | ۳۷٫۱۷         | ۷۰٫۰۹         | ۴٬۰۰۰–۴٬۵۰۰ | ۱۰٬۰۰۱          | 6.5 Mw      | VII          |          |        |
| ۱۹۹۸-۰۲-۲۰                        | تخار            | ۳۷٫۱۷         | ۷۰٫۱۴         | ۲٬۳۲۳       | ۸۱۸             | 5.9 Mw      | VII          |          |        |
| ۱۹۹۱-۰۱-۳۱                        | هندوکش          | ۳۵٫۹۹         | ۷۰٫۴۲         | ۸۴۸         | ۲۰۰             | 6.4 Mb      | VII          | آسیب سخت | (NGDC) |
| ۱۹۸۳-۱۲-۳۱                        | هندوکش          | ۳۶٫۳۷         | ۷۰٫۳۴         | ۱۲–۲۶       | ۶۰–۴۸۳          | 7.2 Mb      | VII          | مهیب     | (NGDC) |
| ۱۸۴۲-۰۲-۱۹                        | جلال‌آباد        | ۳۴٫۴          | ۷۰٫۵          | ۵۰۰         |                 |             |              | آسیب سخت | (NGDC) |
| ۸۱۸-۰۵-۱۵                         | هندوکش          | ۳۶٫۸          | ۶۶٫۲          | بسیار       |                 | 7.5 Ms      | VIII         | آسیب سخت | (NGDC) |